# Слано Копово (слатинско станиште)
Слатине у околини Сланог Копова представљају слатинска станишта, природно богатство велике вредности. Ова станишта се налазе на Директиви о стаништима Европске уније као станишта која захтевају неодложиву и приоритетну заштиту због велике угрожености и огромних ботаничких вредности.

## Слатине
Слатине или слана земљишта су земљишта која се налазе под утицајем алкалних соли и у којима је натријум одлучујући фактор. Слатине су хидро-халогене творевине, и у њиховом стварању прва улога припада води и солима. Слатине су земљишта која су услед процеса засољавања и алкализације, односно расољавања и деалкализације, изменила више или мање своје првобитне особине.

## Положај
Слатинска станишта се налазе у околини сланог језера Сланог Копова. Слано Копово је јединствено Панонско станиште које се одликује сланим блатњавим барама и повремено постаје језеро које током летње сезоне се пресушује. Налази се у близини Новог Бечеја, тачније североисточно од Новог Бечеја и реке Тисе. 

## Биљни свет
Слано Копово, као једно од врло специфичних подручја, одликује се врло карактеристичним и вредним биљним покривачем. Препознатљиво је по посебном типу слатинске вегетације изграђеном од једногодишњих, претежно сукулентних халофита, односно заједнице класе Thero – Salicornietea, које су не само код нас, већ и у Панонској низији у фази ишчезавања.
Приобални појас Сланог Копова карактерише мочварна вегетација. У њој су најзаступљенији типични тршћаци (ass. Scirpo-Phragmitetum phragmitetosum) ,док је местимично, на заслањеној подлози развијена субасоцијација болбосцхоенетосум која иницира слабо заслањену водом натопљену подлогу. Од заједница високих шашева, местимично се јавља асоцијација Carici-Typhoidetum (Phalaridetum arundinaceae).
Слатинска вегетација доминира у биљном покривачу Резервата, упркос томе што је ефемерног карактера. Флористички једнолична, панонског карактера, ова вегетација се развија претежно лети када се вода повуче. У складу са концетрацијом натријум-хлорида у подлози и степеном њене влажности, односно изражености процеса раслањивања, на терену се јасно може разликовати пет асоцијација свезе Thero-Salicornion.
Значајне врсте су: Salicornia europaea, Suaeda pannonica, Plantago schwarzenbergiana, Suaeda maritima и Scilla autumnalis

## Животињски свет
Слано Копово представља једно од најважнијих и најособенијих станишта птица у Србији. Његова вредност се посебно огледа кроз гнежђење врста које су атипичне за Панонску низију, а карактеристичне за понтско – каспијске слатине и морске обале. Такође, представља и јединствену миграторну станицу за птице селице. У периоду јесење миграције, представља место где се масовно окупљају патке, гуске и ждралови. Тако се у једном дану на Сланом Копову окупи 17 000 ждралова, што је и максимална забележена бројност ове врсте у Србији, више хиљада гусака и патака. Најважнији фактори који омогућавају окупљање оволиког броја разних врста птица су доступност хране, повољан географски положај и најбитније – мир који је птицама овде обезбеђен. 
И поред релативно мале површине заштићеног простора, евидентирано је до сада око 220 врста птица. Од укупног броја забележених врста, око 80 је пронађено на гнежђењу. Због својих изузетних орнитолошких особености, Слано Копово је проглашено IBA и Рамсарским подручјем.

## Фактори угрожавања
Фактори који могу да угрозе ово станиште су фрагментација, маргинални утицаји, антропогени утицаји и деградација.
Што се тиче антропогеног утицаја, данас су на овом природном добру све разноврсније делатности које директно или индиректно угрожавају опстанак природних реткости и укупне природне вредности подручја. Добар део природних екосистема човек је до данас, поступно уништавао у циљу добијања пољопривредних површина. Предео је нарушен првенствено због претварања слатинских станишта у њиве.

## Галерија
- Слатински цвет
- Слано Копово
-Scilla autumnalis цветови
- Степско-слатинско станиште